# Henri W.PH.E. van den Bergh van Eysinga
Henri W.PH.E. van den Bergh van Eysinga (født Henri Wilhelm Philippus Elize van den Bergh van Eysinga 9. august 1868, død 15. april 1920) var en hollandsk religiøs socialist. Han blev født i Haag og døde i Zutphen. Han var en revolutionær og en filosofiforfatter. I hans bog De Ziel der Mensheid beskriver han hvordan børn bør opdrages til ikke at skade andre, og til at respektere alt liv.

## Fodnoter
1. 1 2  Noordegraaf, Herman (2002-08-26). "BERGH VAN EYSINGA, Henri Wilhelm Philippus Elize van den" (nederlandsk). IISG. Hentet 2008-05-24.
2. ↑  Toorn-Van Dam, Martine van den (1970), De waarheid over het vegetarisme (nederlandsk) (3. udgave), Emmen (Holland): Stichting De Ark (udgivet 1974)